# هيكتور ديفيد ديلغادو سانتياغو
هيكتور ديفيد ديلغادو سانتياغو (بالإسبانية: El Metro 4)‏ هو مهرب مخدرات مكسيكي، ولد في 23 ديسمبر 1975 في ماتاموروس في المكسيك، وتوفي في 15 يناير 2013 في رينوسا في المكسيك.